# Liste des châteaux de Dundee

Situation du council area de Dundee au sein de l'Écosse.

Cette liste recense les principaux châteaux du council area de Dundee en Écosse.
| Nom                  | Type                  | Date        | Condition             | Propriétaire      | Localisation                                | Notes                                                  | Image   |
| -------------------- | --------------------- | ----------- | --------------------- | ----------------- | ------------------------------------------- | ------------------------------------------------------ | ------- |
| Château de Broughty  | Maison-tour           | XVe siècle  | Musée                 | Ville de Dundee   | Broughty Ferry, 56° 27′ 44″ N, 2° 52′ 20″ O | Classé en catégorie A.                                 |         |
| Château de Claypotts | Maison-tour plan en Z | XVIe siècle | Préservé              | Historic Scotland | Dundee, 56° 28′ 35″ N, 2° 53′ 31″ O         | Classé en catégorie A.                                 |         |
| Château de Dudhope   | Maison-tour           | XVe siècle  | Transformé en bureaux | Ville de Dundee   | Dundee Law 56° 27′ 51″ N, 2° 59′ 09″ O      | Classé en catégorie A.                                 | Dudhope |
| Château de Mains     |                       | XVIe siècle | Conservé              | Privé             | Dundee, 56° 29′ 09″ N, 2° 57′ 32″ O         | Classé en catégorie A. Aussi appelé château de Fintry. |         |
| Château de Powrie    | Maison-tour plan en Z | XVIe siècle | En ruines             | Privé             | Dundee, 56° 29′ 58″ N, 2° 56′ 35″ O         | Classé en catégorie A. Aile restaurée au XVIIe siècle. |         |